# Semerak
Semerak is een bestuurslaag in het regentschap Pati van de provincie Midden-Java, Indonesië. Semerak telt 1561 inwoners (volkstelling 2010).